# Fernando Spinelli
Fernando Spinelli (Nápoles, 9 de novembro de 1728 – Roma, 18 de dezembro de 1795) foi um cardeal napolitano da Igreja Católica, que serviu como vice-Camerlengo da Câmara Apostólica.

## Biografia
De uma família nobre, era o mais velho dos nove filhos de Giovanni Battista Spinelli, marquês de Fuscaldo, e Maria Imperiale, filha dos príncipes de Francavilla. Era concunhado do cardeal Giorgio Doria (1743), sobrinho do cardeal Giuseppe Spinelli (1735) e parente do cardeal Filippo Spinelli (1604).
Entrou na prelazia romana durante o pontificado do Papa Bento XIV, que o designou para a Sagrada Congregação do Concílio Tridentino como prelado para receber e examinar as relações relativas ao estado de suas igrejas, submetidas por bispos e abades nullius para suas visitas ad limina a Roma.
Foi prelado da Sagrada Congregação da Imunidade Eclesiástica, clérigo da Câmara Apostólica e comissário geral do exército no pontificado do Papa Clemente XIII. Torna-se presidente da Câmara Apostólica, em setembro de 1759. Em 5 de junho de 1778, foi nomeado Governador de Roma e vice-camerlengo, cargos exercidos até 14 de fevereiro de 1785.
Foi criado cardeal pelo Papa Pio VI, no Consistório de 14 de fevereiro de 1785, recebendo o barrete vermelho em 17 de fevereiro e o título de cardeal-diácono de Santa Maria em Aquiro, no dia 11 de abril do mesmo ano.
Foi membros das Sagradas Congregações do Concílio Tridentino, Consistorial, das Águas e Indulgências e Relíquias Sagradas. Foi também protetor da igreja e da nação siciliana, da Arquiconfraria do Espírito Santo dos Napolitanos, dos monges celestinos em 24 de maio de 1785 e dos monges beneditinos de Monte Vergine em 9 de dezembro de 1785. Em 24 de julho de 1786, foi nomeado legado em Ferrara.
Optou pela diaconia de Santo Ângelo em Pescheria em 3 de agosto de 1789. Recebeu a rodenação diaconal em 20 de março de 1790. Optou pela diaconia de Santa Maria em Cosmedin em 29 de novembro de 1790.
Após seu retorno a Roma, ele foi acometido por uma grave doença. Acabou falecendo em 18 de dezembro de 1795, depois de receber todos os sacramentos da Igreja, em Roma. Foi velado na Basílica de Ss. XII Apostoli, onde ocorreu o funeral, com a presença de quinze cardeais e a missa de réquiem foi celebrada pelo cardeal Aurelio Roverella; o corpo foi trasladado e sepultado em sua diaconia na Igreja de Santo Ângelo em Pescheria.